# Вила-Прая-ди-Анкора
Вила-Прая-де-Анкора (порт. Vila Praia de Âncora) — населённый пункт и район в Португалии, входит в округ Виана-ду-Каштелу. Является составной частью муниципалитета Каминья. По старому административному делению входил в провинцию Минью. Входит в экономико-статистический субрегион Минью-Лима, который входит в Северный регион. Население составляет 4688 человек на 2001 год. Занимает площадь 8,15 км².
Покровителем района считается Святая Маринья (порт. Santa Marinha).